# Uludağ
Az Uludağ hegy Törökország Bursa tartományában található, lábánál fekszik Bursa városa. Legmagasabb pontja a Kartaltepe, 2543 méterrel, mellyel a Márvány-tengeri régió legmagasabb hegye. Kedvelt síközpont, nyáron túrázók és kempingezők keresik fel; az Uludağ Nemzeti Park pedig gazdag flórával és faunával rendelkezik. 
A hegy neve törökül annyit tesz „Nagy Hegy”, de a köznyelvben a Keşiş Dağı („Szerzetesek hegye”) név is használatos, mivel a középkorban (8–11. század) itt monostorok álltak, melynek szerzetesei elszántan küzdöttek az ikonoklazmus ellen. Az ókorban a hegylánc Bithünián vonult keresztül, a görögök Olymposnak (néhol Müsziai vagy Bithüniai Olymposnak) nevezték. Bursa városát latinul Prusa ad Olympumnak hívták, elhelyezkedéséből adódóan.

## Fordítás
- Ez a szócikk részben vagy egészben  az   Uludağ című angol Wikipédia-szócikk ezen változatának fordításán alapul.  Az eredeti cikk szerkesztőit annak laptörténete sorolja fel. Ez a jelzés csupán a megfogalmazás eredetét és a szerzői jogokat jelzi, nem szolgál a cikkben szereplő információk forrásmegjelöléseként.